# Chefe do Protocolo do Estado
O Chefe do Protocolo do Estado é um cargo de direcção superior de 1.º grau no Ministério dos Negócios Estrangeiros. O Chefe do Protocolo do Estado chefia a divisão da Secretaria-Geral do Ministério dos Negócios Estrangeiros responsável pela regulação e verificação do cumprimento do cerimonial, etiqueta, e pragmática de acordo com as práticas internacionais vigentes e as tradições e costumes do Estado Português.

## Responsabilidades
São atribuições do Chefe do Protocolo do Estado, sem prejuízo de quaisquer competências que lhe sejam conferidas por lei ou que nele sejam delegadas:
- Uniformizar a actuação protocolar dos órgãos de soberania em todas as actividades que tenham incidência na vida internacional
- Preparar e acompanhar as deslocações oficiais ao estrangeiro do Chefe do Estado
- Acompanhar as cerimónias de apresentação e entrega de cartas credenciais dos chefes das missões diplomáticas acreditados em Portugal
- Formular parecer sobre os programas de recepção em visitas oficiais de primeiros-ministros, ministros dos negócios estrangeiros e de altos funcionários de organizações internacionais
- Integrar comissões organizadoras de grandes celebrações nacionais, nomeadamente o Dia de Portugal, de Camões e das Comunidades Portuguesas e de cerimónias que se revistam de especial significado

## Lista de Chefes do Protocolo do Estado[2]
- Joaquim Maria da Costa Macedo (Dezembro 1901 — Agosto 1912; exerceu interinamente o lugar de chefe da repartição desde Outubro de 1895)
- António Carlos de Sousa dos Santos Bandeira (Setembro 1912 — Junho 1914)
- António Dias e Sousa da Costa Cabral (Junho 1914 — Fevereiro 1922)
- José da Costa Carneiro (Junho 1922 — Novembro 1924)
- Júlio de Montalvão Coelho (Agosto 1925 — Dezembro 1926)
- José Jorge Rodrigues dos Santos (Março 1927 — Dezembro 1928)
- Amadeu Ferreira de Almeida Carvalho (Janeiro 1929 — Agosto 1930)
- Luís Barreto da Cruz (Agosto 1930 — Dezembro 1935)
- Augusto Mendes Leal (Dezembro 1935 — Dezembro 1936)
- José Mendes de Vasconcelos Guimarães, 2.º Visconde de Riba Tâmega (Dezembro 1936 — Dezembro 1938)
- Henrique da Guerra Quaresma Vianna (Janeiro 1939 — Agosto 1955)
- Eduardo Brazão (Setembro 1955 — Fevereiro 1956)
- Antero Carreiro de Freitas (1956 — 1961)
- Alfredo Lencastre da Veiga (Março 1962 — Setembro 1962)
- António Pinto de Mesquita de Melo Mexia e Vasconcelos (Setembro 1962 — Outubro 1964)
- Manuel Nunes da Silva (Dezembro 1964 — Outubro 1967)
- Duarte Nuno de Lima Barroso (sub-chefe do Protocolo em Janeiro de 1968 assumiu interinamente a chefia)
- Carlos Henrique Ferreira Lemonde de Macedo (Junho 1969 — Novembro 1971)
- Hélder de Mendonça e Cunha (Novembro 1971 — Março 1975)
- Ruy Gonçalo Chaves de Brito e Cunha (sub-chefe do Protocolo desde Outubro de 1974, assumiu interinamente em Março de 1975)
- Gonçalo Luís Maravilhas Correia Caldeira Coelho (Outubro 1976 — Setembro 1978)
- Carlos Macieira Ary dos Santos (Maio 1979 — Junho 1981)
- Afonso de Castro de Sá Pereira e Vasconcelos (Junho 1981 — Janeiro 1982)
- Hélder de Mendonça e Cunha (Março 1982 — Dezembro 1983)
- Joaquim Renato Corrêa Pinto Soares (Março 1984 — Agosto 1986)
- Roberto Nuno de Oliveira e Silva Pereira de Sousa (Julho 1986 — Dezembro 1991)
- António Manuel Syder Santiago (Janeiro 1992 — Dezembro 1994)
- Roberto Nuno de Oliveira e Silva Pereira de Sousa (Dezembro 1994 — Dezembro 1997)
- Francisco Pessanha de Quevedo Crespo (Janeiro 1998 — Janeiro 1999)
- Rui Manuel Pereira Goulart de Ávila (Fevereiro 1999 — Outubro 2000)
- Manuel Henrique de Mello e Castro de Mendonça Corte-Real (Outubro 2000 — Setembro 2002)
- Eurico Jorge Henriques Paes (Setembro 2002 — Novembro 2005)
- Manuel Henrique de Mello e Castro de Mendonça Corte-Real (Novembro 2005 — Outubro 2008)
- José de Bouza Serrano (Outubro 2008 — Março 2012)
- António José Emauz de Almeida Lima (Junho 2012 — Setembro 2017)
- Maria Clara Nunes Pinto Capelo Ramos Nunes dos Santos (Setembro 2017 — Novembro 2022)
- Jorge Manuel da Silva Lopes (Novembro 2022 — Abril 2025)
- Francisco de Assis Morais e Cunha Vaz Patto (Abril 2025 — presente)